# Malvin Gray Johnson
Pour les articles homonymes, voir Johnson.
Malvin Gray Johnson (né le 28 janvier 1896 à Greensboro en Caroline du Nord, mort le 4 octobre 1934 ) est un peintre afro-américain, faisant partie du mouvement Harlem Renaissance.

## Biographie
Né en Caroline du Nord, il déménage à New York avec sa famille alors qu'il est enfant. Il étudie à la  National Academy of Design. Son style est influencé par les peintres impressionnistes et le cubisme. Il est un des plus jeunes membres du mouvement Renaissance de Harlem.
Il apparaît dans le film des années 1930 A Study of Negro Artists (en).
C'est grâce à sa sœur qui financera ses études, malgré la coupure de la Première Guerre mondiale, où il fut mobilisé et envoyé en France.

« Lorsque Johnson est décédé au plus fort de la Renaissance de Harlem, des amis et des critiques stupéfaits ont pleuré la perte de l'un des artistes afro-américains les plus influents et les plus prometteurs de l'époque. Malheureusement, de nombreux musées et galeries qui ne donnaient pas la priorité à l'art afro-américain dans les années 1930 ont égaré ou perdu le travail de Johnson peu de temps après sa mort. Seules soixante œuvres (principalement des aquarelles et des huiles) sont connues aujourd'hui. Le travail de Johnson est conservé dans les collections de musées du pays, notamment le Smithsonian American Art Museum, le Hampton University Museum of Art et le Amistad Research Center. »

Son ami et amant, jeune peintre avec lequel il peignait des fresques sur le thème de la représentation et de la condition des Noirs américains, Earle Richardson (en), se suicidera l'année suivante à 23 ans, à la suite de son décès.